# Elegi (musikgrupp)
Elegi var ett svenskt new waveband bildat 1980 av Marie Samuelsson (sång, keyboards), Susanne Håkansson (sång, saxofon), Hans Thunberg (gitarr), Marie Gauffin (bas) och Anna-Pia Kutzner (trummor). Gruppen debuterade med en livespelning i radioprogrammet Tonkraft i augusti samma år och fick en tid därefter skivkontrakt. Det självbetitlade debutalbumet som utkom tidigt 1981 fick ett mycket positivt mottagande. Kritiker lovordade gruppen för deras förmåga att vidga gränserna och beskrev deras musik som kraftfull, rytmisk och monoton. Efter en uppslitande turné med det brittiska bandet The Passions 1981 splittrades dock gruppen. Marie Samuelsson utbildade sig till tonsättare och har uppmärksammats för flera verk.

## Diskografi
- Elegi (LP) – 1981
- Mun mot mun metoden: Uppror, Unter den Linden (Live, samlingskassett) – 1982